# 拉朗德圣莱热
拉朗德圣莱热（法語：La Lande-Saint-Léger，法語發音：[la lɑ̃d sɛ̃ leʒe]）是法国厄尔省的一个市镇，属于贝尔奈区。

## 地理
拉朗德圣莱热（49°17'58"N, 0°21'52"E）面积7.96 平方千米，位于法国诺曼底大区厄尔省，该省份为法国北部内陆省份，北起滨海塞纳省，西接奧恩省和卡爾瓦多斯省，南至厄尔-卢瓦省，东临瓦兹省、瓦兹河谷省和伊夫林省。
与拉朗德圣莱热接壤的市镇（或旧市镇、城区）包括：博讷维尔拉卢韦、圣安德烈代贝尔托、伯兹维尔、马尔坦维尔。

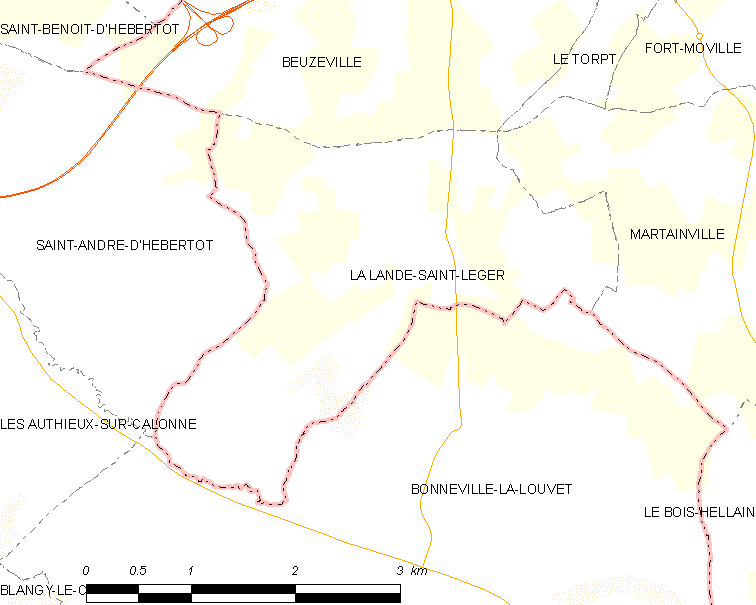
拉朗德圣莱热的OSM定位图

拉朗德圣莱热的时区为UTC+01:00、UTC+02:00（夏令时）。

## 行政
拉朗德圣莱热的邮政编码为27210，INSEE市镇编码为27361。

## 政治
拉朗德圣莱热所属的省级选区为伯兹维尔县。

## 人口

1962-2008年间拉朗德圣莱热人口变化图示

拉朗德圣莱热于2022年1月1日时的人口数量为404人。